# Асанов, Каришал Абдулданович
Каришал Габдулданович Асанов (12 марта 1933, село Еркин, Алматинская область — 26 марта 2015, Алма-Ата) — историк, писатель, общественный деятель, диссидент.

## Биография
Отец — Асанов Габдолда, первый председатель уездного Совета (1918—1927) в г. Талды-Кургане. Мать — Асанова Тузельдик. Супруга — Алимжанова Нуриля. Дети — Асанов Болат и Асанова Каргаш.
В 1957 окончил историко-филологический факультет КазПИ имени Абая.
Работал учителем средней школы, на телевидении, в комсомольских, профсоюзных и партийных органах КазССР, научным сотрудником системы Академии наук КазССР и доцентом КазГУ им. Кирова.
Борец за независимость Казахстана. Приобрел всесоюзную известность в годы перестройки в СССР своими письмами на имя Генерального секретаря ЦК КПСС Горбачева М.С. и яркими выступлениями на различных собраниях и митингах с беспрецедентной для того времени критикой советского руководства, а также местных партийных функционеров, главным образом сменявших друг друга на посту Первых секретарей ЦК Компартии Казахстана Кунаева Д.А., Колбина Г.В., Назарбаева Н.А. Во время декабрьских событий в Алма-Ате 1986 года он выступил на партсобрании в КазГУ с участием руководства КазССР в защиту протестовавшей молодежи, отметив провальную работу ЦК Коммунистической партии КазССР. Впоследствии первый секретарь ЦК КП КазССР. Колбин Г.В. на XII Пленуме ЦК КП КазССР отметил его участие: «Так, например, получилось, с преподавателем Казахского государственного университета К. Г. Асановым, искренне борющимся с различными негативными явлениями, остро воспринимающим имеющиеся недостатки».
В 1992 году за публикацию на страницах политической газеты «Хак» (июнь 1992 г.), издававшейся в Москве, вышла его статья «Не верь улыбке президента», за которую был привлечен Генеральной прокуратурой РК к ответственности по ст. 170-3 ч.2. Уголовного кодекса РК «Оскорбление чести и достоинства Президента РК» и 19 августа того же года арестован. Освобожден из-под стражи под расписку 11 ноября 1992 под давлением международных правозащитных организаций и демократических сил РК. В том же году Асанова осудили на один год лишения свободы условно, применив к нему амнистию.
Казахстанский диссидент Атабек, Арон, главный редактор независимой газеты «Хак» в своем письме  из заключения писал о статье К.Асанова: «Сказать, что статья имела успех – значит, ничего не сказать. Еще долго мне приходили заявки от различных общественных организаций из Татарстана, Азербайджана и даже Прибалтики, с денежными переводами (!) – с просьбой допечатать и прислать им дополнительный тираж газеты «ХАК» со статьей «Не верь улыбке Президента»! Ха-ха-ха! В Казахстане – ШОК! Конечно, Кареке тут же арестовали, держали в СИЗО полгода, судили – но суд ОПРАВДАЛ (!) диссидента!».
После суда он продолжил общественную деятельность, участвовал в протестных акциях и активно критиковал курс президента Нурсултана Назарбаева.
В феврале 1993 Каришал Асанов вошел в число организаторов международной конференции «КГБ: вчера, сегодня, завтра» (Москва, РФ), среди которых были Григорьянц С. И., Адамович А. М., Быков В. В., Ковалев С. А., Старовойтова Г. В., Яковлев А. Н.
В период президентских выборов в Казахстане (1999) выставил свою кандидатуру, которую впоследствии снял, поскольку не смог внести денежный залог в Центризбирком. Вот что писал советник Президента РК Н.Назарбаева Е.Ертысбаев об участии К.Асанова в качестве кандидата в президентских выборах 1999. «То обстоятельство, что многочисленный класс казахстанских предпринимателей так и не создал за годы реформ политическую партию и не выдвинул яркого и сильного лидера означает лишь одно: бизнес и власть, предпринимательство и элита представляют в Казахстане единое целое, безусловным лидером которой является Нурсултан Назарбаев. Что касается Каришала Асанова, то он (…) являлся, вне всякого сомнения, легитимным политиком (речь идет о законности не в правовом смысле, а в политическом: общество должно признать законность притязаний того или иного кандидата на лидерство в государстве). Асанов давно занимался активной политической деятельностью, был непременным участником всех митингов и демонстраций. Как диссидент он был известен правоохранительным органам ещё с советских времен, а в суверенном Казахстане стал одним из самых яростных противников и критиков проводимого курса Назарбаева. Больше того, ещё весной 1992 года он издал самиздатовскую книгу „Не верьте улыбке Президента“. Надо сказать, что книга содержала ряд откровенно клеветнических измышлений и открытых оскорблений в адрес главы государства, и Асанов был привлечен к уголовной ответственности за оскорбление чести и достоинства Президента. Желание Асанова участвовать в борьбе за президентство и конкретно против Назарбаева было естественным»..
В 2000 в оппозиционной газете «СолДАТ» были опубликованы две новые статьи Каришала Асанова. Первая называлась «Декабристы обвиняют Назарбаева» и повествовала о роли будущего президента в декабрьских событиях 1986 года, вторая — «ФЗУ-шник планетарного масштаба» и представляла собой общий обзор политической биографии Назарбаева и оценку его политической деятельности за полтора десятилетия на постах председателя Совмина, первого секретаря ЦК Компартии и президента РК. По факту этих публикаций возбудили уголовное дело снова по ст. 170-3 ч.2 УК РК против Каришала Асанова как автора статей и против редактора газеты Ермурата Бапи. Итогом следствия и судебного процесса стало вынесение в апреле 2001 приговора: Каришал Асанов был оправдан за недоказанностью наличия в его публикациях вменённого ему состава преступления, а Ермурат Бапи приговорён к одному году лишения свободы условно.
В 2001 выступил на слушаниях в Конгрессе США по вопросам соблюдения прав человека в Казахстане.

## Творчество
Каришал Асанов написал комедию «Кудаша», книгу «Призрак независимости» (1997), «Правда бессмертна» (2011), «Диссидент и президент» (2003), «Пробный шаг борьбы за президентство» (2003) и другие произведения.

## Награды
- 1993 — Лауреат международной премии Хеллмена-Хэммета, присуждаемой преследуемым писателям
- 2015 — Лауреат казахстанской премии «Свобода» за вклад в развитие демократии и гражданского общества в Республике Казахстан